# Jan Ferdinand Schachtel
Jan Ferdinand Schachtel (1684 Praha – 2. září 1766 Praha) byl český zlatník a klenotník v období vrcholného a pozdního baroka.

## Život
Narodil a vyučil se v Praze, stejně jako jeho mladší bratr, zlatník Jan Václav Schachtel (1692–1765). Roku 1711 byl na dispens přijat jako mistr do malostranského cechu zlatníků a stříbrníků, téhož roku se oženil. Bydlel v Mostecké ulici na Malé Straně. Roku 1751 byl zvolen starším cechovním mistrem. Patřil k nejbohatším zlatníkům své generace.

## Dílo
Byl všestranný, pracoval pro bohatou klientelu církevní i světskou, Vytvořil na dvě desítky dochovaných prací. Pracoval například pro pražského arcibiskupa Jana Josefa Breunera, pro kterého zhotovil kazetu příborů. K jeho nejvýznamnějším klenotnickým dílům, na nichž pracoval s brusičem drahokamů Ignácem Františkem Čupíkem, patří korunky a roucho poutní sošky Panny Marie na Svaté Hoře u Příbrami. Z chrámového stříbra byly jako vynikající hodnoceny práce vytvořené podle návrhů Kiliána Ignáce Dientzenhofera pro klášter benediktinů v Břevnově, do něhož vstoupil jako mnich jeho syn Ignác Vít, později činný v Broumově. Další zakázky dodal například řádu neobutých karmelitánů, do něhož vstoupil jako mnich jeho další syn, František Eustach. V jeho dílně se vyučil nejstarší syn Jan Matyáš Schachtel (narozený roku 1714).